# Ulven (U-Boot)

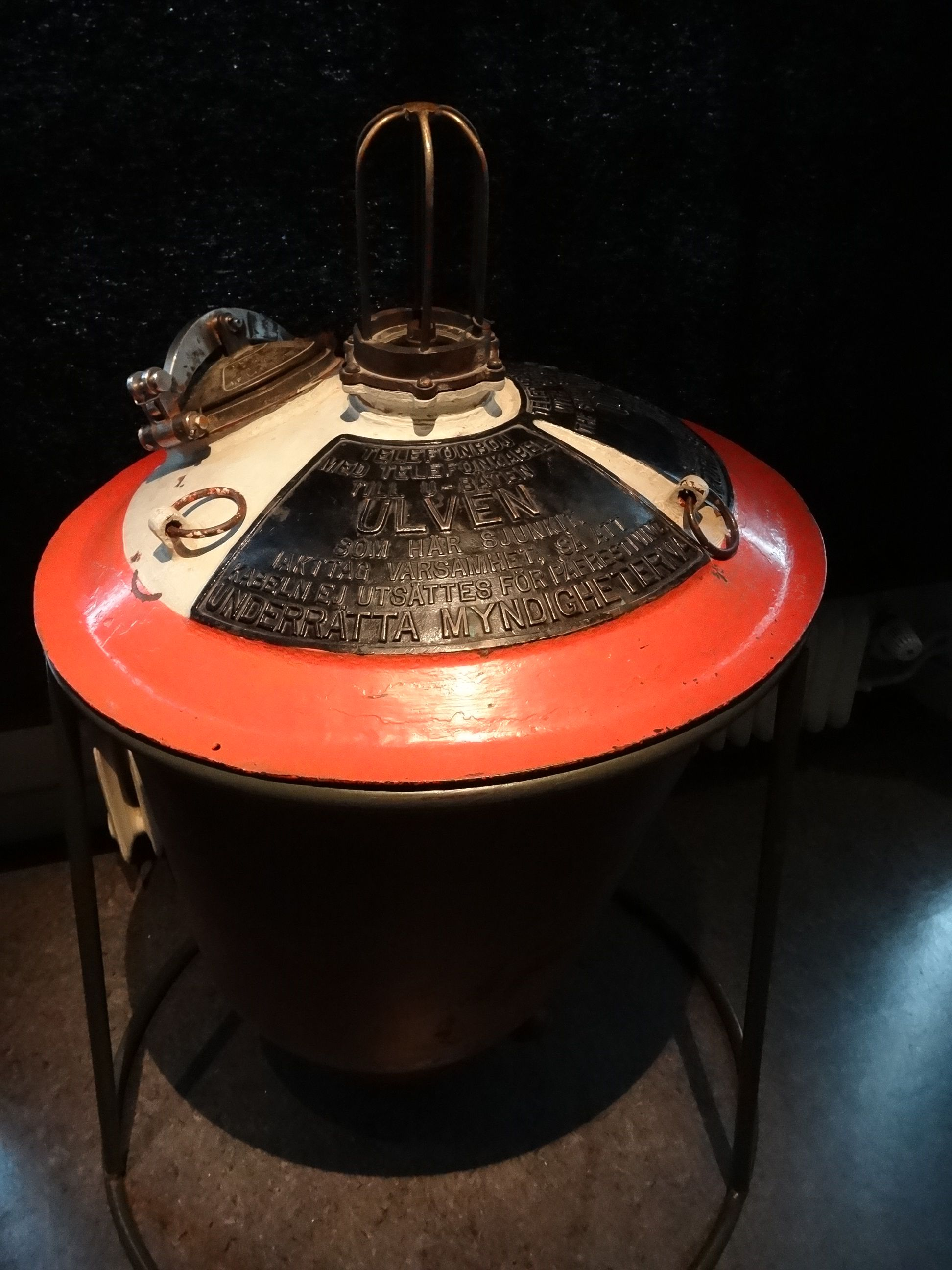
Telefonboje der Ulven

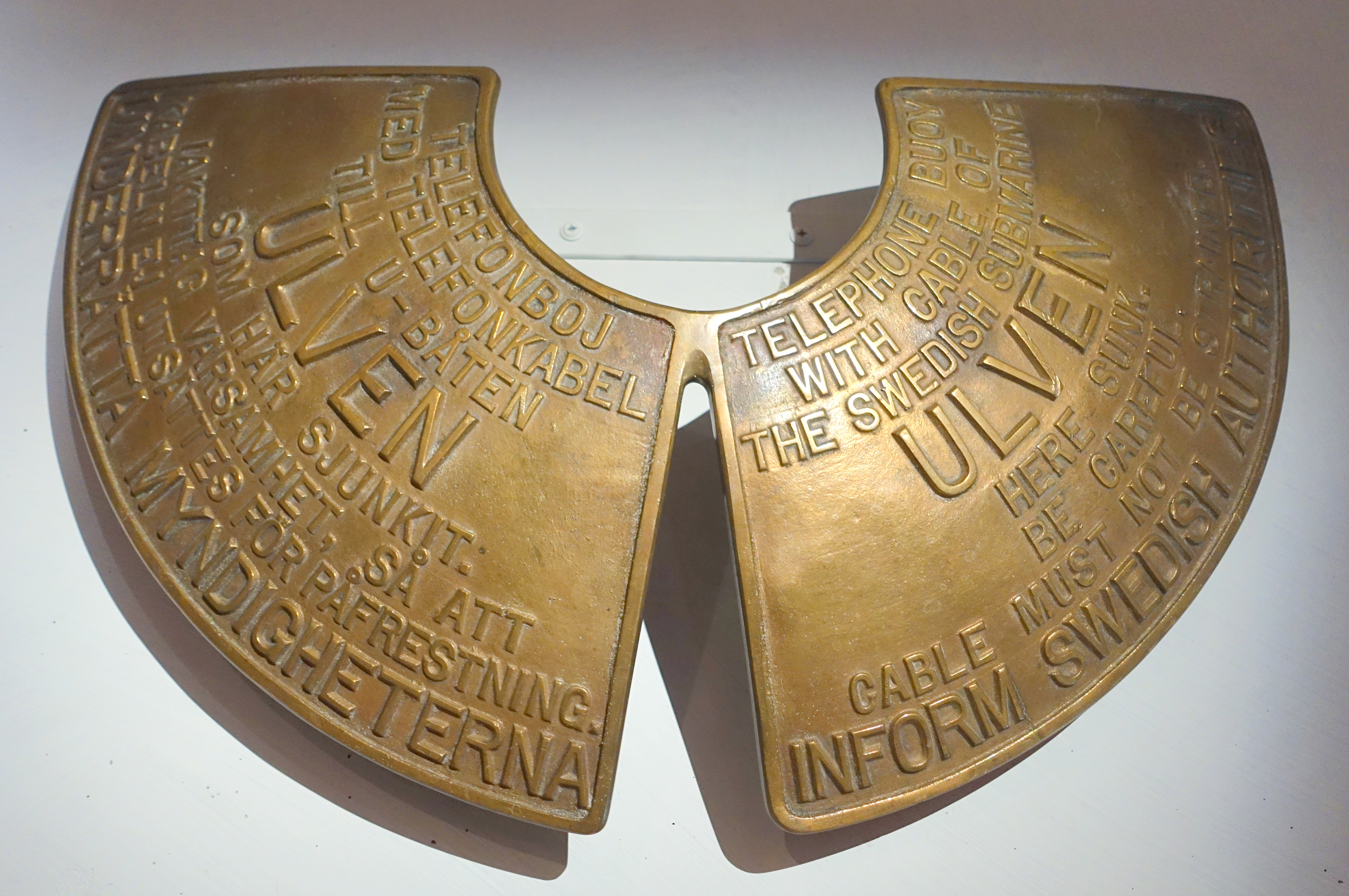
Plakette der Telefonboje (heute im Marinemuseum von Schweden in Stockholm)

Die Ulven, auch HMS Ulven, war ein U-Boot der schwedischen Marine, das am 15. April 1943 durch die Explosion einer Mine versenkt wurde.
Das Schiff war zusammen mit anderen schwedischen Kriegsschiffen auf Manöver. Nachdem das Schiff nicht auf die nächtlichen Funkrufe des Längstwellensenders Grimeton antwortete, wurde zunächst ein Defekt der Funkeinrichtung, die nur im aufgetauchten Zustand senden konnte, angenommen. Erst am nächsten Tag (dem 16. April) wurde die abgerissene Telefonboje des Schiffs gefunden und der Ernst der Lage erkannt.
Eine großangelegte Suchaktion, an der sich Kriegsschiffe und Fischerboote beteiligten, wurde rund um den vermuteten Ort des Boots gestartet. Dieser Ort wurde mit Hilfe des Fundorts der Boje und der Wind- und Wasserströmung errechnet. Nach zehn Tagen gab man die Hoffnung auf ein Überleben der Besatzungsmitglieder auf und verlangsamte die Suche. Das Boot wurde schließlich am 5. Mai in einer Wassertiefe von 52 Metern gefunden und mit den 33 toten Besatzungsmitgliedern geborgen. Der Smutje war zur Zeit des Untergangs nicht an Bord, sondern saß im Gefängnis.
Wie sich später ergab, sank das Schiff um etwa 18:10 Uhr. Dies ergibt sich aus der Betrachtung der Logbücher und dem Geräusch einer Detonation, das von anderen U-Booten in der Nähe vernommen wurde.